# Habba

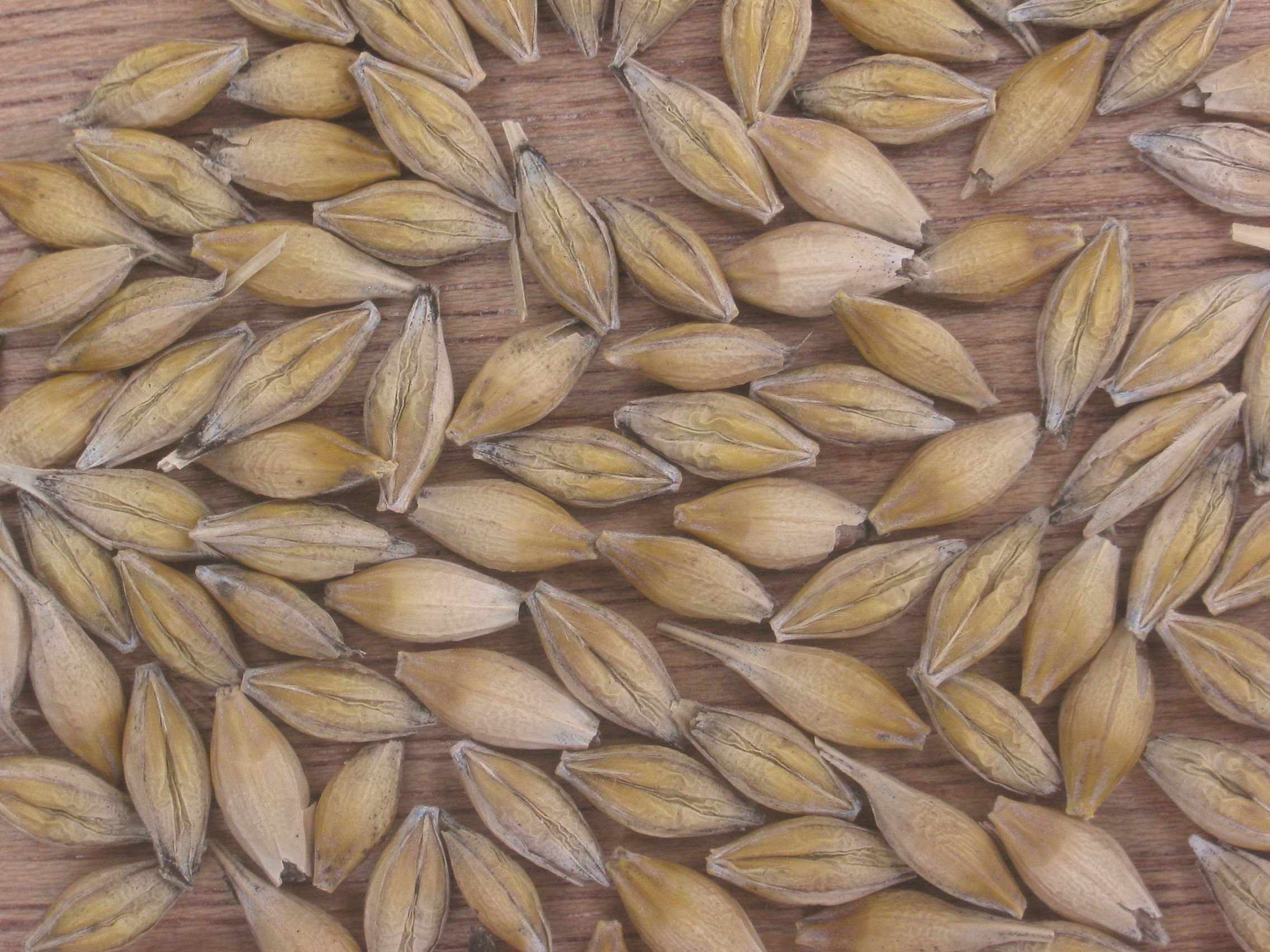
Gerstenkörner, an denen sich die Gewichtseinheit der Habba orientiert

Die Habba (arabisch حبة, DMG ḥabba ‚Gerstenkorn‘), in europäischen Darstellungen auch Habbe genannt, ist die Berechnungsgrundlage einer Anzahl von arabischen Gewichtseinheiten. Sie ist mit dem Gran verwandt. Grundsätzlich galt die Habba als Münzgewicht, doch wurde sie in der Praxis auch als normales Gewichtsmaß verwendet. 

## Verhältnis zu anderen alten Gewichtseinheiten
Nach der kanonischen Überlieferung entspricht eine Habba 1/100 Mithqāl, allerdings war es als Warengewicht in der Praxis üblicherweise 1/96 Mithqāl. Auf einem Dirham entfielen im Mittelalter in Syrien und Ägypten 60 Habba, wobei nicht eindeutig ist, ob der Silberdirham oder der Gewichtsdirham gemeint ist. Im 19. Jahrhundert festigte sich das Verhältnis zwischen Dirham und Habba auf 1/48.
Ghāzī ad-Dīn Haidar, von 1814 bis 1827 König von Awadh, gibt in seinem persischen Lexikon Haft Qulzum, das von Joseph von Hammer-Purgstall ins Deutsche übersetzt wurde, folgende Relationen an:
- 1 Dāng = 8 Habba
- 1 Tasū = 10 Habba
- 1 Qīrāt = 24 Habba
- 1 Dirham = 48 Habba
- 1 Mithqāl = 68 Habba
- 1 Istār = 306 Habba
- 1 Ūqīya = 510 Habba
- 1 Ratl = 6120 Habba[2]

## Umrechnung ins metrische System
Bei einem Verhältnis von 1/60 zwischen Habba und Dirham ergibt sich beim Silberdirham zu 2,97 Gramm eine Habba von 0,0495 Gramm und beim Gewichtsdirham zu 3,125 Gramm eine Habba von 0,0521 Gramm. Walther Hinz empfiehlt, für alle praktischen Zweck den runden Wert von 0,05 Gramm anzusetzen. In Ägypten ist die Habba heute amtlich = 0,065 Gramm.